# 社会主义革命者
社会主义革命者（缩写为）是莱索托的一个社会主义政党。该党成立于2017年10月，分裂自全巴索托大会。2018年1月28日，注册为合法政党。该党的领袖是特博霍·莫贾佩拉。